# توموهيرو هاسومي
توموهيرو هاسومي (باليابانية: 蓮見 知弘) (6 يونيو 1972 في طوكيو في اليابان – )؛ هو لاعب كرة قدم ياباني سابق كان يلعب كلاعب وسط.

## وصلات خارجية
- توموهيرو هاسومي على موقع رابطة كرة القدم اليابانية للمحترفين (اليابانية)
- توموهيرو هاسومي على موقع عالم كرة القدم.نت (الإنجليزية)